# San Antonio, Chilapa de Álvarez
San Antonio är en ort i Mexiko.   Den ligger i kommunen Chilapa de Álvarez och delstaten Guerrero, i den sydöstra delen av landet, 220 km söder om huvudstaden Mexico City. San Antonio ligger 2 203 meter över havet och antalet invånare är 361.
Terrängen runt San Antonio är huvudsakligen kuperad, men åt sydväst är den bergig. Runt San Antonio är det ganska glesbefolkat, med 43 invånare per kvadratkilometer. Närmaste större samhälle är Ixcatla, 9,8 km sydväst om San Antonio. I omgivningarna runt San Antonio växer huvudsakligen savannskog.